# Космический центр Маршалла
Центр космических полётов имени Джорджа Маршалла (англ. George Marshall Space Flight Center) — американский правительственный научно-исследовательский космический центр в городе Хантсвилл (штат Алабама), находящийся в ведении НАСА. 
Занимается разработкой и испытанием двигателей космических аппаратов, проводит исследования в области гражданского ракетостроения и ведёт проектирование компьютерных систем и сетей для Международной космической станции. Кроме того, здесь расположен центр управления полётами, отслеживающий запуски с Космического центра Кеннеди, а также с базы ВВС США на мысе Канаверал, если на борту имеется груз центра Маршалла.
Центр назван в честь генерала армии США Джорджа Маршалла.

## История
После Второй мировой войны американская разведка взялась за вербовку учёных и инженеров Третьего Рейха, с целью привлечь их к работе в США. Операция «Скрепка» стала одной из самых крупных подобных операций. В августе 1945 года 127 специалистов в области ракетостроения, во главе с Вернером фон Брауном (большинство из них работали над ракетой Фау-2 на полигоне Пенемюнде) подписали трудовые договоры с артиллерийским корпусом армии США. 
Фон Браун и другие немцы были отправлены в Форт-Блисс, штат Техас.
Во время войны производство и хранение боеприпасов осуществляли несколько арсеналов неподалёку от Хантсвилла (Алабама). После войны часть из них закрылась, а на базе трёх объединённых площадок был создан Редстоунский арсенал. В октябре 1948 года на его месте началось формирование исследовательского центра по разработке баллистических ракет, и в июне следующего года здесь открылся Артиллерийский ракетный центр. 
Через год начался процесс передачи деятельности ракетного центра Форт-Блисс в Редстоуновский арсенал. Сюда же была переведена группа фон Брауна.

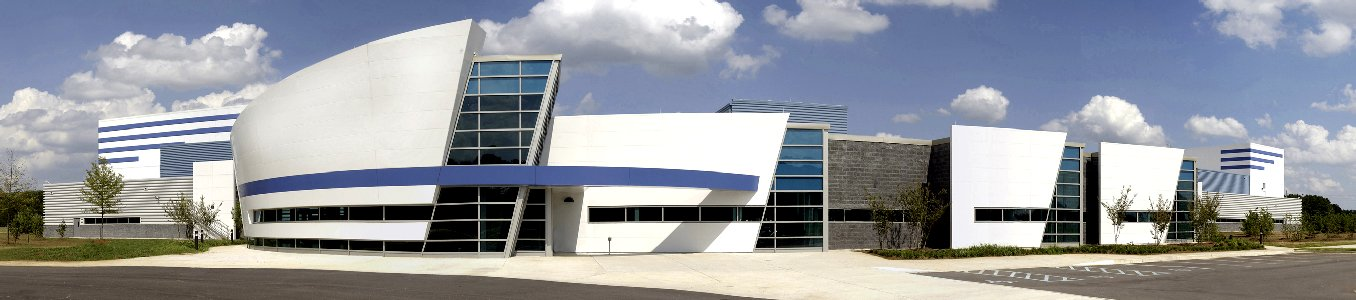
Исследовательская лаборатория движения

В течение следующего десятилетия арсенал значительно расширился. Были разработаны малые управляемые и неуправляемые ракеты, а также первая большая баллистическая ракета США, PGM-11 Redstone. 
В середине 1952 года немцы, которые изначально работали по индивидуальным контрактам, перешли на государственную службу, а в 1954—1955 гг. получили гражданство США.
В сентябре 1954 года фон Браун предложил использовать ракеты Редстоун как основу многоступенчатых ракет для запуска искусственных спутников Земли (ИСЗ). 
В 1955 году началась разработка одноступенчатой баллистической ракеты средней дальности, получившей наименование «Юпитер» (PGM-19 Jupiter). Первый запуск ракеты «Юпитер» состоялся в марте 1957 года с мыса Канаверал и закончился неудачей, а 31 мая того же года состоялся первый успешный запуск. Однако, для запуска спутников она не использовалась. 
4 октября 1957 года СССР запустил первый искусственный спутник Земли (Спутник-1), а 3 ноября второй — Спутник-2. На 6 декабря США назначили запуск своего спутника с помощью ракеты-носителя «Авангард», но едва оторвавшись от земли ракета упала и взорвалась. 31 января 1958 года фон Брауну поручено начать подготовку к запуску ИСЗ, для этого он использовал разработанную своей командой трёхступенчатую баллистическую ракету Юпитер-С, на основе которой ими создана четырёхступенчатая ракета-носитель Юнона-1. С помощью Юноны-1 и был выведен на орбиту первый американский ИСЗ — Эксплорер-1.

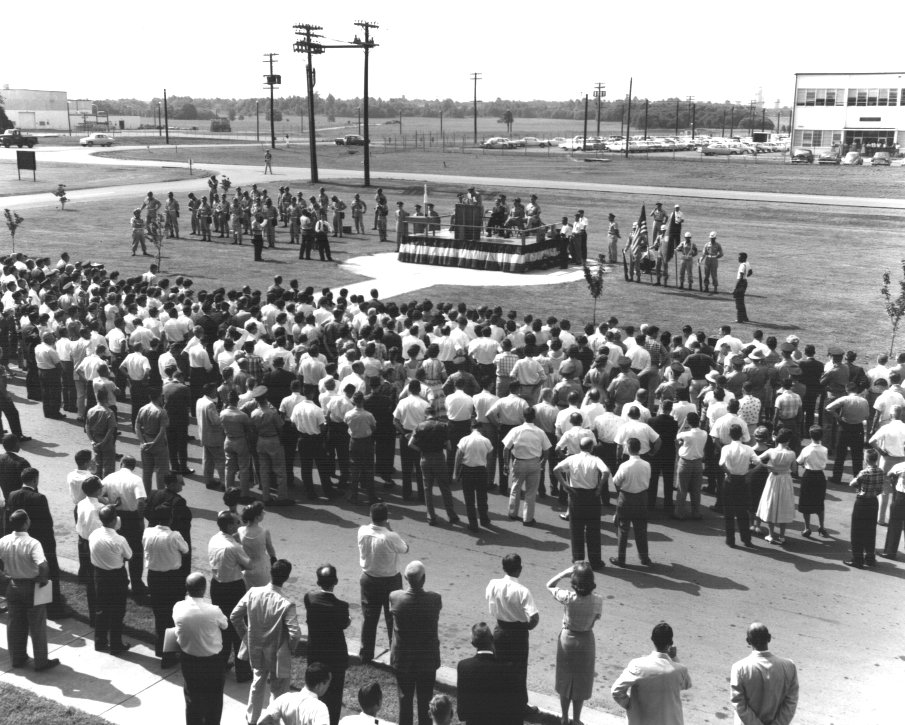
Церемония передачи центра от армии США в ведение НАСА (1 июля 1960)

21 октября 1959 года президент Дуайт Эйзенхауэр одобрил передачу всех армейских подразделений центра в НАСА. Этот процесс завершился 1 июля 1960 года, на тот момент в центре работали 4670 гражданских, стоимость зданий и оборудования оценивалась свыше 100 млн долларов, общая площадь — 7,4 км². В тот же день прошло торжественное открытие, а 8 сентября его посетил Эйзенхауэр. Центр назван в честь генерала армии Джорджа Маршалла, известного во всём мире за план Маршалла.